# Seiichirō Sasaki
Seiichirō Sasaki (jap. 佐々木精一郎 Sasaki Seiichirō; ur. 2 września 1945 w prefekturze Saga) – japoński lekkoatleta, długodystansowiec.
Nie ukończył maratonu podczas igrzysk olimpijskich w Meksyku (1968).
Drugi zawodnik Maratonu Bostońskiego (1966).
Był najlepszym z Japończyków podczas maratonu w Fukuoce w 1967 roku, mającym rangę mistrzostw kraju (bieg wygrał Australijczyk Derek Clayton, któremu przypadł tytuł mistrza Japonii, Sasaki był drugi). Uzyskany przez Sasakiego rezultat (2:11:17) był do 1970 rekordem Japonii oraz drugim najlepszym rezultatem na świecie w roku 1967.
W 1968 zwyciężył w maratonie w Beppu. W 1972 triumfował w maratonie w Hōfu
Czterokrotny nieoficjalny rekordzista świata w biegach ulicznych:
- bieg na 10 mil:
  - 47:50,6 (11 grudnia 1966, Karatsu)[4]
- bieg na 20 kilometrów:
  - 1:00:00,0 (luty 1967, Kagoshima)[4]
  - 59:46 (3 marca 1968, Fukuchiyama)[4]
  - 58:57,0 (23 lutego 1969, Kashima)[4]

## Rekordy życiowe
- Bieg na 20 kilometrów – 58:57,0 (1969)[12]
- Bieg maratoński – 2:11:17 (1967)